# Verchovna Rada
La Verchovna Rada dell'Ucraina (in ucraino Верховна Рада України?; in italiano: Consiglio Supremo dell'Ucraina) è il parlamento monocamerale dell'Ucraina.
Esso è attualmente presieduto da Ruslan Stefančuk.

## Nome
Il nome nell'insieme proviene dalla tradizione politica sovietica dove esisteva un sistema verticale di Soviet (Consigli, Rada).
Il termine Verchovna, un aggettivo di genere femminile, è un neologismo della metà del ventesimo secolo. È stato preso in prestito dal russo e significa "supremo". Tuttavia, pochi ucraini sono ora in grado di riconoscere l'origine russa del nome.
Rada invece, nome di genere femminile, è una parola prettamente ucraina e significa "consiglio", che sembra avere una radice comune con il latino. Nel Medioevo il termine indicava un gruppo di persone che si riunivano allo scopo di scegliere un funzionario o attuare la promulgazione delle leggi.

## Storia
La prima convocazione della Verchovna Rada della Repubblica Socialista Sovietica Ucraina (RSS Ucraina) è avvenuta agli inizi del 1938.
La XII legislatura della Verchovna Rada della RSS Ucraina ha proclamato la sovranità dell'Ucraina il 16 luglio 1990, e ha dichiarato l'indipendenza dell'Ucraina e la creazione di uno Stato ucraino indipendente il 24 agosto 1991, alle ore 18 locali.
Durante la II legislatura della Verchovna Rada dell'Ucraina alle 9 di mattina del 28 giugno 1996, è stata ratificata la Costituzione ucraina, che fu poi emendata l'8 dicembre 2004.

## Funzioni
La Verchovna Rada è il solo corpo legislativo in Ucraina. Il parlamento determina le linee guida della politica nazionale e straniera, effettua le modifiche alla Costituzione ucraina, approva le leggi e il budget statale, indice le elezioni del presidente dell'Ucraina, lo mette eventualmente sotto accusa, dichiara la guerra e la pace, dà il consenso alla nomina del Primo ministro dell'Ucraina, approva la nomina dei funzionari, nomina un terzo della Corte costituzionale dell'Ucraina, sceglie i giudici a tempo permanente, ratifica i trattati internazionali ed esercita funzioni di controllo.

## Composizione e diritti
La Verchovna Rada prevede una legislazione unicamerale con 450 deputati (народний депутат: narodnyi deputat, ovvero deputato popolare) eletto a suffragio universale diretto con votazione segreta.
I deputati possiedono, nel corso del loro impegno politico, un'immunità legale e personale completa. Da una parte, questo può aiutare ad evitare alcune responsabilità criminali individuali ma, dall'altra parte l'immunità serve da garanzia per l'esistenza di un'opposizione politica. Nei casi di una evidente compromissione, il Procuratore generale dell'Ucraina o la Corte suprema ucraina può chiedere che l'immunità del deputato sia revocata.